# Diritto societario
Il diritto societario è una branca del diritto commerciale che studia le questioni attinenti alla vita societaria e al rapporto tra questa e i propri soci.

## Oggetto
In particolar modo regolamenta la formazione, gestione e scioglimento di strutture societarie, formate dall'unione di una pluralità di persone fisiche o persone giuridiche quali enti pubblici o societari, allo scopo di raggiungere un fine comune con la collaborazione di tutti i soci e con la messa in comune di un patrimonio.
Tipico esempio ne sono le società commerciali, così chiamate perché il fine perseguito dai soci è lo svolgimento di un'attività commerciale. Un argomento fondamentale della materia è il trattamento dei problemi di negligenza o opportunismo tra i portatori d'interessi (stakeholder) verso la società, tale per cui si innescano i problemi di agency.

## Nel mondo

### Italia
Nell'ordinamento italiano, le leggi che regolano il diritto italiano sono contenute nel codice civile, libro V. Tutti gli ordinamenti, incluso quello italiano, prevedono più forme giuridiche, ovvero più modelli in cui la società può organizzarsi, in primis tarando la responsabilità limitata dei partecipanti (e.g. società per azioni VS società in accomandita per azioni: nella prima, in generale tutti i membri hanno responsabilità limitata, mentre nella seconda tutti i soci tranne il gestore hanno responsabilità limitata).
Il d.lgs. 17 gennaio 2003, n. 6 ha profondamente innovato la disciplina del diritto societario italiano, in esercizio di una delega conferita dal Parlamento che ha introdotto anche figure societarie nuove o semplificate.
Benché il decreto legislativo n. 6/2003 sia noto soprattutto per la modifica della disciplina del falso in bilancio, successivamente in parte rientrata nel 2015, la questione dei riflessi sanzionatori della disciplina societaria è più ampia ed ha dato luogo ad una vasta ricaduta. Nell'ottica della armonizzazione internazionale delle norme di diritto societario a livello sopranazionale va rammentata  la normativa europea del 2017 (UE) 2017/1132 diretta ad uniformare gli aspetti disciplinari sotto il profilo della responsabilità societaria a livello comunitario. .